# Gambria bicolor
Gambria bicolor là một loài bọ cánh cứng trong họ Cerambycidae.